# Enallagma
Enallagma är ett släkte i insektsordningen trollsländor som tillhör familjen sommarflicksländor. Systematiken för släktet är något oklar, men det finns omkring 39 kända arter, utspridda över både Gamla och Nya världen. Enligt en del auktoriteter kan denna siffra dock vara betydligt högre, med upp till 70 arter. I Sverige representeras släktet av en art.

## Arter
- Enallagma anna
- Enallagma annexum
- Enallagma antennatum
- Enallagma aspersum
- Enallagma basidens
- Enallagma boreale
- Enallagma carunculatum
- Enallagma civile
- Enallagma clausum
- Enallagma coecum
- Enallagma concisum
- Enallagma cyathigerum
- Enallagma daeckii
- Enallagma davisi
- Enallagma divagans
- Enallagma doubledayi
- Enallagma dubium
- Enallagma durum
- Enallagma ebrium
- Enallagma eiseni
- Enallagma exsulans
- Enallagma geminatum
- Enallagma hageni
- Enallagma laterale
- Enallagma minusculum
- Enallagma novaehispaniae
- Enallagma pallidum
- Enallagma pictum
- Enallagma pollutum
- Enallagma praevarum
- Enallagma recurvatum
- Enallagma semicirculare
- Enallagma signatum
- Enallagma sulcatum
- Enallagma traviatum
- Enallagma truncatum
- Enallagma vernale
- Enallagma vesperum
- Enallagma weewa